# 慶裕
慶裕（？—1894年），字蘭圃，喜塔臘氏，滿洲正白旗人。清朝政治人物。
以繙譯生員考取內閣中書，充軍機章京，兼總理各國事務衙門行走。隨文祥赴奉天剿捻匪，還補侍讀。同治九年，出任湖北鄖陽府知府。光緒元年，擢奉天府府尹。光绪五年十一月十五，由福建布政使升任廣西巡撫。光绪八年正月二十四（1882年3月13日），调任漕运总督。調河東河道總督。光緒九年，除盛京將軍。中法戰爭時，慶裕巡視沒溝營、旅順口、大連。光緒十一年，安東十二州縣告災，慶裕負責賑災工作。光緒十九年，授熱河都統。光緒二十年，調福州將軍，革除閩海關陋習。秋，卒於任上。

## 延伸阅读
[在维基数据编辑]
 《清史稿·卷453》，出自趙爾巽《清史稿》